# Garbeeke
Die Garbeeke (auch Garbruchsgraben genannt) ist ein ca. 3 km langer Bach auf dem Gebiet der Stadt Bassum (Landkreis Diepholz, Niedersachsen). Ihr Quellbereich befindet sich südlich vom Bassumer Stadtkern direkt westlich am Entsorgungszentrum Bassum. Sie verläuft von dort in nördlicher Richtung, fließt unter dem Bahnkörper der Bahnlinie Bremen-Osnabrück und unter der B 51 hindurch und mündet im Bassumer Stadtkern bei der „Freudenburg“ in den Klosterbach. Entlang des Gewässerlaufes zieht sich das 60 ha große Naturschutzgebiet Garbeeke hin. Auf dessen feuchten Standorten wächst in der Talniederung Erlen-Bruchwald, Erleneschenwald und Eichen-Mischwald.